# 莫拉格走廊
莫拉格走廊是以色列总理本雅明·内塔尼亚胡于2025年4月2日宣布的一個位於加沙地带南部汗尤尼斯和拉法市之间的狹長安全区。该安全区以曾经位于拉法市和汗尤尼斯之间的一个犹太人定居点命名。 4月12日，以色列宣布莫拉格走廊建成。